# Pantalon à pattes d'éléphant

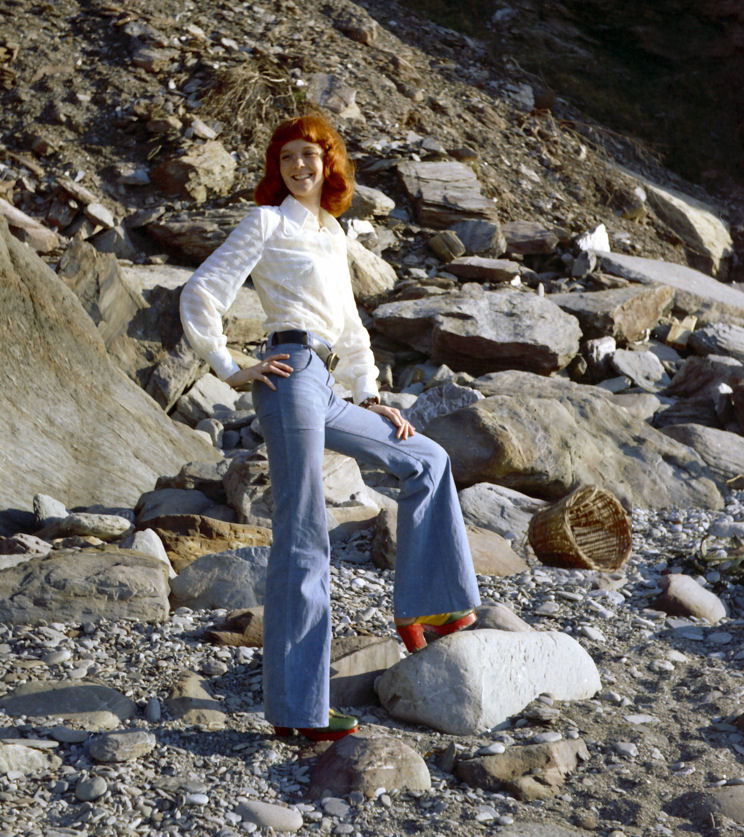
Pantalon à pattes d'éléphant populaire dans les années 1970.

Les pantalons à pattes d'éléphant, pantalons patte d'eph,, ou simplement pantalons à jambes sont un type de pantalon dont les jambes sont moulantes jusqu'au genou, puis s'élargissent jusqu'en bas. Ils sont aussi appelés pantalons à pattes (à partir de l'anglais bell-bottoms), ou pantalons twist.

## Histoire

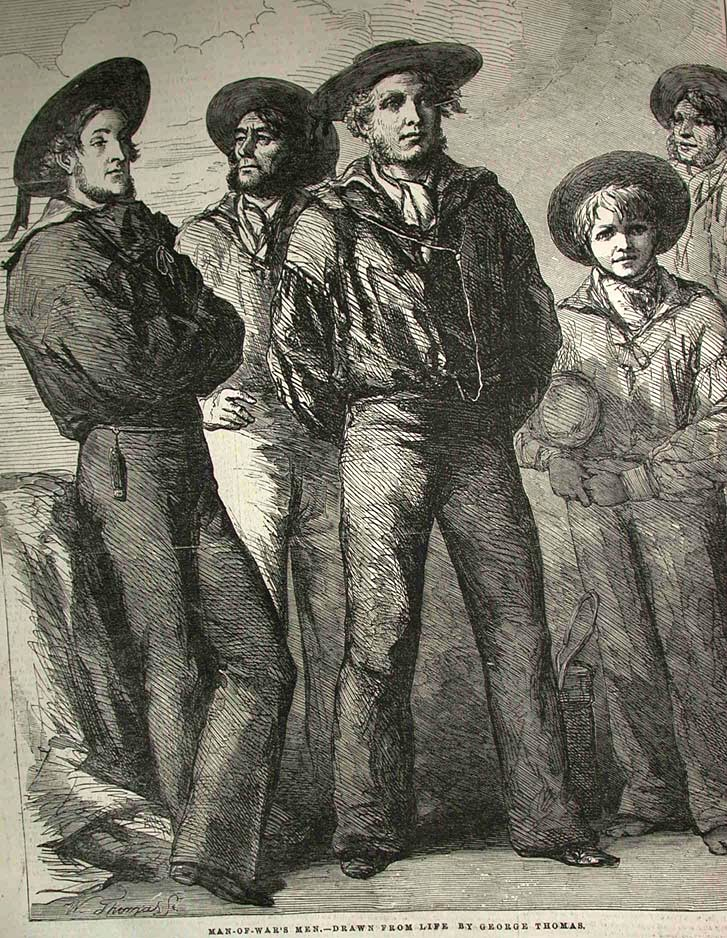
Marins en uniforme, 1854.

Les origines précises des pantalons à pattes d'éléphant sont incertaines. Au début du XIXe siècle, un pantalon très large se terminant par une cloche a commencé à être porté par les marins de l'US Navy. En cas de naufrage, en effet, les larges échancrures aux pieds des pantalons favorisaient le passage de la colonne d'air au moment du plongeon debout à partir du navire en perdition, de façon à les gonfler et à constituer une aide à la flottaison. Dans Le Livre blanc de Jean Cocteau, le narrateur indique une autre explication à cette particularité vestimentaire des marins : les pantalons à pattes leur « permettaient jadis de les retrousser sur la cuisse ». Dans la chanson Belleville-Ménilmontant, créée en 1892, Aristide Bruant évoque des pantalons « minces des g'noux et larges des pattes ». Dans le N°1 de la revue Qui lit rit (p16) du 3 décembre 1905, une bande dessinée intitulée Un roi de la mode, du dessinateur Maucice Radiguet évoque une idée de génie avec le lancement du pantalon dit à pattes d'éléphant.
Dans sa chanson C’est chic les longs pantalons enregistrée le 17 septembre 1926, Mistinguett utilise l'expression « les pattes d'éléphant », pantalons à la mode dans les années 1920.
Beaucoup de vêtements des années 1920, tout comme certaines couleurs, vont revenir à la mode dans les années 1960 et 1970, comme ces fameux pantalons « à pattes d'éléphant ».
Les pattes d'éléphant sont redevenus à la mode chez les femmes au milieu des années 1960 en Europe et en Amérique du Nord ; puis, de la fin des années 1960 à l'ensemble des années 1970, tant chez les hommes que chez les femmes. En 1967, ils sont passés au mouvement hippie de la contre-culture, tout comme les colliers love beads, les lunettes de grand-mère et les tee-shirts tie and dye, et sont même mentionnés dans la musique populaire, tels que Bell Bottom Blues par le groupe de blues rock Derek and the Dominos. Dans les années 1970, ils sont entrés dans la culture populaire.
Sonny and Cher contribuent à populariser les pattes d'éléphant aux États-Unis en les portant dans leur show The Sonny & Cher Comedy Hour (en). Il est possible de les voir dès 1964, dans le film de concert The T.A.M.I. Show (en), en tissu blanc, porté avec une nuisette en haut, par Toni Basil, qui était à l'époque un gogo-dancer.
Les pattes d'éléphant ont ressuscité dans les années 1990. Les pattes d'éléphant des années 1960 et 1970 peuvent généralement se distinguer d'un flare ou d'un pantalon boot-cut des années 1990 par l'étroitesse au niveau du genou.